# Cochlioda noezliana
Cochlioda noezliana es una especie de orquídea epifita, originaria de Sudamérica.

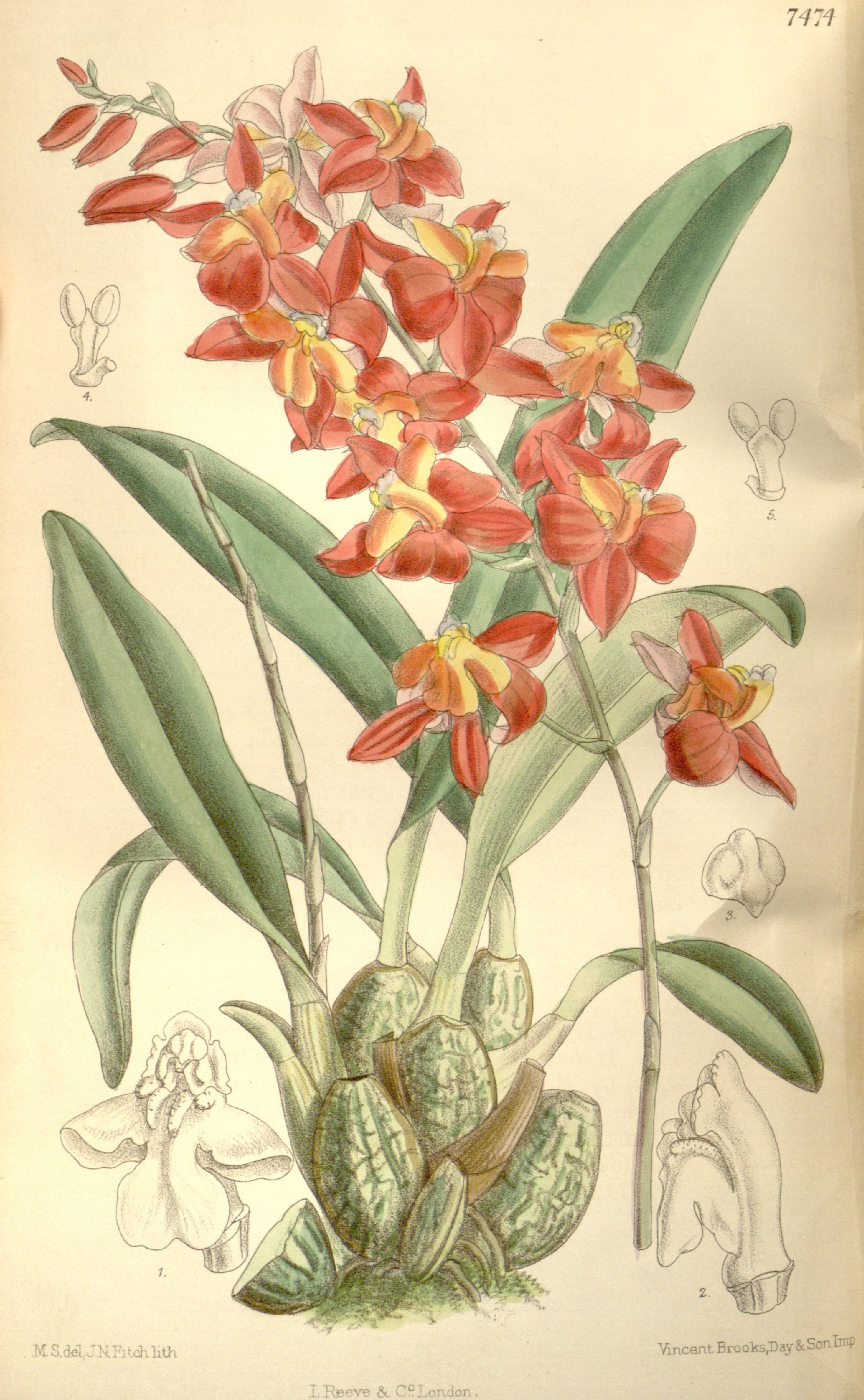
Ilustración

## Descripción
Es una orquídea de pequeño a mediano tamaño, con hábito de epífita y algunas veces litofita y un rizoma corto y ovalado, comprimido lateralmente, pseudobulbos rugosos envueltos basalmente por varias vainas foliáceas dísticas con una sola hoja apical, elíptica que es conduplicada en el peciolo basal. Florece en el otoño y el invierno en una inflorescencia basal racemosa, erecta a arqueada, de 45 cm  de largo ,que surge de las axilas de las hojas laterales sobre un pseudobulbo maduro con muchas flores, ampliamente abiertas.

## Distribución y hábitat
Se encuentra en los bosques de niebla en el norte de Perú y Bolivia a altitudes de 2.000 hasta 3.500 metros y es una orquídea que prefiere la sombra

## Taxonomía
Cochlioda noezliana fue descrita por (Mast.) Rolfe y publicado en Lindenia 6: 55. 1891.
Etimología
Cochlioda: nombre genérico que se refiere a la forma de concha del callo en el labelo.
noezliana: epíteto otorgado en honor de Noezl, recolector suizo de orquídeas de los años 1800.
Sinonimia
- Cochlioda noezliana var. superba L.Linden
- Odontoglossum noezlianum Mast.
- Oncidium noezlianum (Mast. ex L. Linden) M.W. Chase & N.H. Williams	[2][4][5]